# Handball Club Old Blacks Hesbignon
Maillots
Le HC Old Blacks est un club de handball, situé à Jemeppe-sur-Meuse. Le club a une équipe masculine jouant en Promotion Liège.

## Histoire
Le club fut fondé en 2007. Il est porteur du matricule 597.

## Rivalité
Le plus grand rival du HC Old Blacks est sans aucun doute le HC Amay, du fait qu'ils sont tous les deux situés dans la ville d'Amay en Province de Liège. De plus, les deux clubs s'entraînent et évoluent dans la même salle.